# Roger Mullin

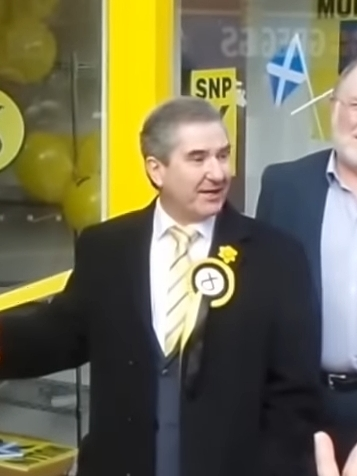
Roger Mullin, 2015

Roger Mullin (* 12. März 1948) ist ein schottischer Politiker der Scottish National Party (SNP).

## Leben
Mullin wurde 1948 geboren. Er studierte Soziologie an der Universität Edinburgh und schloss 1977 als Master ab. Später erwarb er ein Higher National Certificate in Elektroingenieurswesen. In den folgenden Jahrzehnten war Mullin als Dozent an verschiedenen Einrichtungen tätig, darunter die Universität Edinburgh und die Open University. Seit 2001 ist er Honorarprofessor an der Universität Stirling.
Des Weiteren ist Mullin als freier Berater im Bildungsbereich auch international, unter anderem für die Vereinten Nationen und verschiedene Regierungen, tätig. Neben zahlreichen Beiträgen in Fachpublikationen verfasste er über einen längeren Zeitraum eine monatliche Kolumne in der Bildungsbeilage der schottischen Ausgabe der Times.

## Politischer Werdegang
Erstmals trat Mulin bei den Unterhauswahlen im Oktober 1974 zu Wahlen auf nationaler Ebene an. In seinem Wahlkreis South Ayrshire konnte er sich am Wahltag jedoch nicht gegen den amtierenden Labour-Abgeordneten Jim Sillars durchsetzen. Trotz Stimmgewinnen verpasste er den Einzug in das britische Unterhaus bei den folgenden Wahlen 1979 im selben Wahlkreis ein weiteres Mal. Im Wahlkreis Kirkcaldy erhielt Mullin bei den Unterhauswahlen 1987 der geringsten Stimmenanteil der vier Kandidaten.
Nach dem Ableben des Abgeordneten des Wahlkreises Paisley North, Allen Adams, wurden in diesem Wahlkreis 1990 Nachwahlen vonnöten. Zu diesen stellte die SNP Mullin auf. Obschon er das Ergebnis für die SNP im Vergleich zu den vorangegangenen Wahlen um 16,5 % steigern konnte, unterlag er der Labour-Kandidatin und Witwe des Verstorbenen, Irene Adams. Auch bei den folgenden Wahlen 1992 konnte er im selben Wahlkreise nicht die Stimmmehrheit gewinnen.
Bei den ersten Wahlen zum schottischen Parlament im Jahre 1999 kandidierte Mullin für die SNP im Wahlkreis Ayr. Er erhielt jedoch nur die dritthöchste Stimmenanzahl. Zu den Unterhauswahlen 2015 trat Mullin im Wahlkreis Kirkcaldy and Cowdenbeath an. Dessen Mandat hatte der vormalige Premierminister Gordon Brown seit Einführung 2005 gehalten. Dieser trat jedoch zu diesen Wahlen nicht mehr an. Mit den massiven Stimmgewinnen der SNP bei diesen Wahlen gewann Mullin das Mandat mit einem Stimmenanteil von 52,2 % und zog in der Folge erstmals in das britische Unterhaus ein. Bei den vorgezogenen Unterhauswahlen 2017 verlor Mullin sein Mandat mit einer Differenz von nur 259 Stimmen an die Labour-Kandidatin Lesley Laird und schied in der Folge aus dem House of Commons aus.